# The Fiancée (альбом)
The Fiancée (с англ. — «Невеста») — второй студийный альбом американской христкор группы The Chariot, выпущенный 3 апреля 2007 года на лейбле Solid State Records. Это первый альбом, в записи которого принял участие барабанщик Джейк Райан. Также это единственный альбом, где сыграли гитаристы Джон Терри (позже он вновь вернётся в состав группы для записи альбома Long Live) и Дэн Итон.
В 2008 году на 39-й церемонии вручения премии «GMA Dove Award» альбом был номинирован на премию «Лучшее художественное оформление».

## Об альбоме

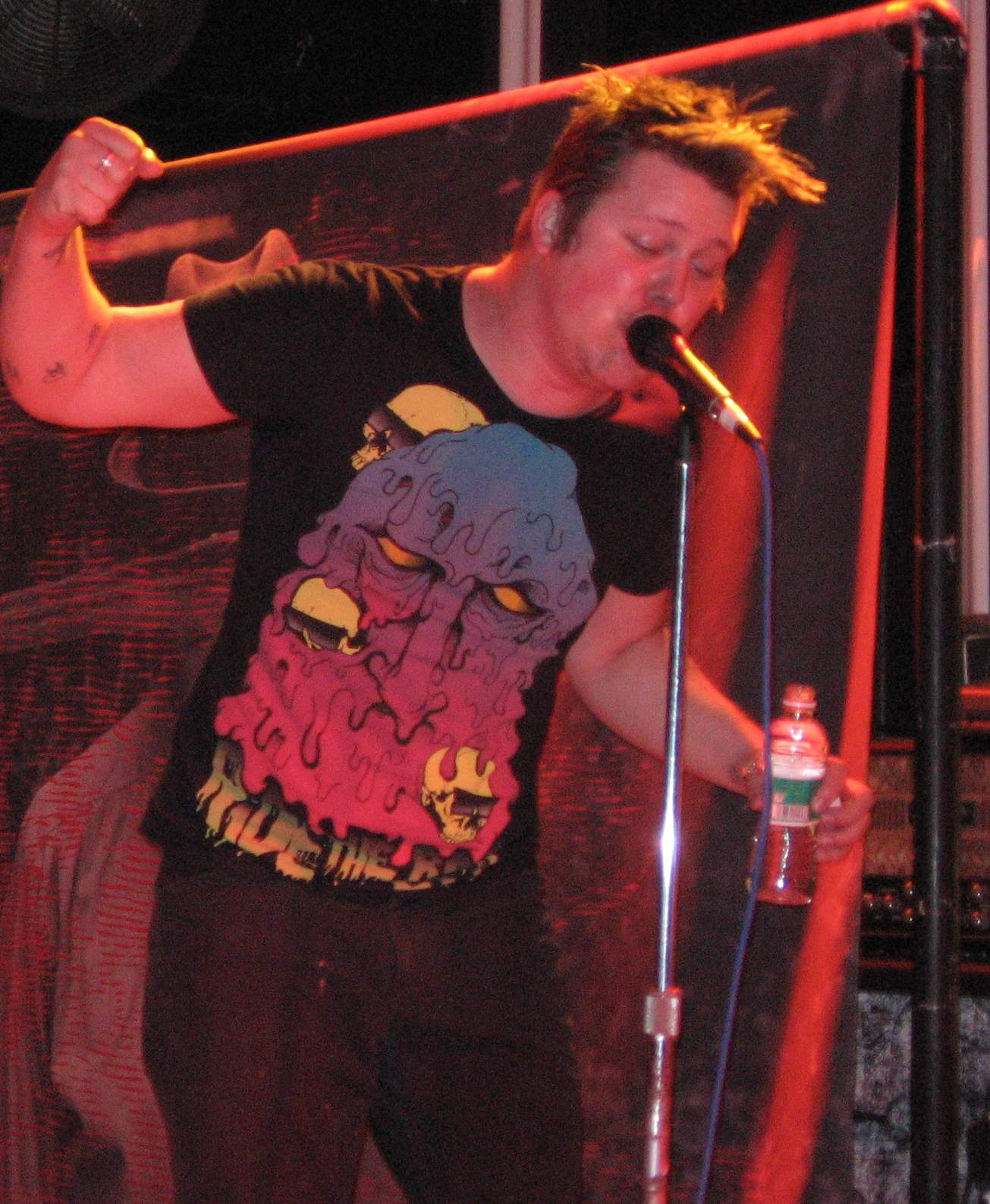
Вокалист Джош Скогин на концерте Toad’s Place в 2007 году (Нью-Хейвен, штат Коннектикут)

Композиции «And Shot Each Other» и «Then Came to Kill» — это переделанные версии песен «Elvish Presley» (ранее не издавался) и «Kenny Gibler (Play the Piano Like a Disease)» (был издан на Unsung EP) соответственно.
Под конец песни «And Shot Each Other» вступает хоровой коллектив Sacred Harp — данная концовка именуется как «77t: The Child of Grace». Данный хор также можно услышать в песне «The Trumpet»; в этой композиции хоровой коллектив исполняет гимн, известный также под названием «Awful Pomp of Judgement» или «The Chariot».
Композиция «Forgive Me Nashville» вошла в сборник христианской метал-музыки под названием This Is Solid State Volume 6. Эта песня была так названа в качестве извинения перед поклонниками города Нашвилла, штат Теннесси — ранее группа давала там концерт и, по мнению вокалиста Джоша Скогина, он выступил там очень плохо (название песни переводится как «Простите меня, Нашвилл»). Под конец песни, последние 34 секунды, можно услышать губную гармонь Аарона Вайса из пост-хардкор группы mewithoutYou.
На песню «They Faced Each Other» был снят видеоклип; видео представлено в виде компиляции 4-х тысяч фотографий, сделанных во время фотосессии/выступления для видео, и, согласно введению в клипе, более десяти тысяч фотографий были сделаны фактически во время «записи на плёнку».
На альбоме The Fiancée названия первых восьми песен это отсылка к стихотворению «The Backward Rhyme» (другой вариант «Contradiction Poem»). В оригинале она звучит так:
| Стихотворение                          | Название песни                                  |
| -------------------------------------- | ----------------------------------------------- |
| Back to back they faced each other,    | «Back to Back», «They Faced Each Other»         |
| drew their swords and shot each other. | «They Drew Their Swords», «And Shot Each Other» |
| A deaf policeman heard the noise,      | «The Deaf Policemen», «Heard This Noise»        |
| and came and killed the two dead boys. | «Then Came to Kill», «The Two Dead Boys»        |

## Список композиций
Автор текстов песен — Джош Скогин, композиторы — The Chariot.
| №                   | Название                                        | Длительность |
| ------------------- | ----------------------------------------------- | ------------ |
| 1.                  | «Back to Back»                                  | 1:33         |
| 2.                  | «They Faced Each Other»                         | 2:01         |
| 3.                  | «They Drew Their Swords»                        | 2:31         |
| 4.                  | «And Shot Each Other»                           | 4:00         |
| 5.                  | «The Deaf Policemen»                            | 2:43         |
| 6.                  | «Heard This Noise»                              | 2:44         |
| 7.                  | «Then Came to Kill» (совместно с Хейли Уильямс) | 5:00         |
| 8.                  | «The Two Dead Boys»                             | 2:36         |
| 9.                  | «Forgive Me Nashville»                          | 3:11         |
| 10.                 | «The Trumpet»                                   | 3:17         |
| Общая длительность: | Общая длительность:                             | 29:34        |

## Участники записи
| The Chariot - Джош Скогин — вокал, продюсер - Джон Терри — соло-гитара - Дэн Итон — ритм-гитара - Джонатан «K.C. Wolf» Киндлер — бас-гитара - Джейк Райан — барабаны Приглашённые музыканты - Хейли Уильямс — вокал («Then Came to Kill») - Аарон Вайс — губная гармоника («Forgive Me Nashville») - Sacred Harp — хоровой вокал («And Shot Each Other», «The Trumpet») | Производственный персонал - Мэтт Голдман — продюсер, звукорежиссёр - Том Бэйкер — мастеринг - Расс Фоулер — микширование - Чед Джонсон — A&R-менеджер - Райан Кларк — художественное оформление - Дэвид Стюарт — фотограф |